# Mr. Sunshine
Pour les articles homonymes, voir Mr. Sunshine (série télévisée, 2018) et Sunshine.
Mr. Sunshine est une série télévisée américaine en treize épisodes de 22 minutes créée par Matthew Perry, Marc Firek et Alex Barnow et dont seulement neuf épisodes ont été diffusés entre le 9 février 2011 et le 6 avril 2011 sur le réseau ABC et au Canada sur le réseau CTV.
En France, la série est diffusée depuis le 16 octobre 2011 sur OCS Happy et depuis le 8 août 2013 sur Paris Première. En Belgique, elle est diffusée à partir du 18 août 2015 sur RTL-TVI[réf. souhaitée] et du 16 décembre 2019 sur RTL Play. Néanmoins, elle reste inédite en Suisse et au Québec.

## Synopsis
Ben Donovan est le gérant de l'arène du Centre sportif Sunshine, une arène de second rang à San Diego. Il traverse la crise de la quarantaine, tout en traitant les demandes inhabituelles de ses clients et de sa patronne imprévisible.

## Distribution

### Acteurs principaux
- Matthew Perry (VF : Emmanuel Curtil) : Ben Donovan
- Allison Janney (VF : Marie-Laure Beneston) : Crystal Cohen
- Nate Torrence (VF : Yann Le Madic) : Roman Cohen
- Andrea Anders (VF : Véronique Picciotto) : Alice
- James Lesure (VF : Christophe Peyroux) : Alonzo Pope
- Portia Doubleday (VF : Camille Donda) : Heather

### Invités
- Jorge Garcia (VF : Jérôme Pauwels) : Bob « Bobinson » Bobert (épisodes 1, 4 et 8)
- Nick Jonas (VF : Aurélien Ringelheim)  : Eli Cutler (épisode 2)
- Kathy Najimy (VF : Blanche Ravalec) : Myrna (épisode 2)
- Ray Wise (sans dialogue) : Macaulay (épisode 3)
- Lindsay Sloane (VF : Magali Barney) : Stéphanie, la sœur d'Heather (épisode 3)
- Rosa Blasi (VF : Géraldine Asselin) : Jessica (épisode 3)
- Romy Rosemont (VF : Brigitte Virtudes) : Diane De la Guardia (épisode 4)
- Les Schtroumpfs : Les Schroumpfs sur Glace (épisode 5)
- Josh Zuckerman (VF : Alexandre Gillet) : Jimmy (épisode 6)
- James Taylor (VF : Guy Chapellier) : Billy (épisode 6)
- Jimmy Connors (VF : Hervé Bellon) : lui-même (épisode 7)
- Richard Kind (VF : Gérard Surugue) : Rod McDaniel (épisodes 7 à 9)
- Toby Huss (VF : Vincent Violette) : Travis (épisode 9)
- Lizzy Caplan (VF : Marjorie Frantz) : Vivian Cornelli (épisode 9)
- Gregg Henry (VF : Gabriel Le Doze) : Chuck Ferguson (épisode 10)
- Ronny Cox (VF : Michel Ruhl) : Mike Walsh (épisode 12)
- Tom Bower (VF : Jacques Brunet) : Général Mitch Tompkins (épisode 12)
- John Bennett Perry (VF : Michel Le Royer) : Howard (épisode 13)
- Michael Learned : Maggie (épisode 13)

Source VF : Doublage Séries Database et carton de doublage.

## Production
Le projet de Matthew Perry a débuté en octobre 2009, et le pilote a été commandé à la mi-janvier 2010.
Le casting a débuté à la fin janvier 2010, dans cet ordre : Allison Janney, Andrea Anders et Nate Torrence, Portia Doubleday et James Lesure.
Satisfaite, ABC commande la série le 13 mai 2010 puis cinq jours plus tard place la série pour la mi-saison. En novembre 2010, Lizzy Caplan est invitée l'instant d'un épisode.
Au début décembre, ABC planifie son horaire de mi-saison en mettant à série dans la case du mercredi durant la pause hivernale de Cougar Town pour neuf semaines, et n'a jamais annoncé de date pour les quatre derniers épisodes avant d'annuler la série à la mi-mai 2011.

### Fiche technique
- Titre original : Mr. Sunshine
- Création : Matthew Perry, Marc Firek et Alex Barnow
- Scénario : Matthew Perry, Marc Firek, Alex Barnow et Sally Bradford
- Costume : Genevieve Tyrrell
- Production : Matthew Perry, Thomas Schlamme, Marc Firek, Alex Barnow
- Société de production : FanFare Productions, Shoe Money Productions et Sony Pictures Television
- Société de distribution : Sony Pictures Home Entertainment
- Pays d'origine :  États-Unis
- Langue originale : Anglais
- Genre : Comédie
- Durée : 22 minutes

## Épisodes
1. La Crise de la quarantaine (The Pilot)
2. L'Employé modèle (Employee of the Year)
3. Et ta sœur ? (Heather's Sister)
4. J'oublierai ton nom (Hostile Workplace)
5. Les Schtroumpfs sur glace (Crystal on Ice)
6. Marquage à la culotte (Lingerie Football)
7. Jeu, set et match (Celebrity Tennis)
8. Mails et méli-melo (The Assistant)
9. Sex friends (Ben and Vivian)
10. Une famille qui a du chien (Family Business)
11. Chapeau ! (Self Help)
12. La reine Crystal (Cohen and Donovan)
13. Pour le meilleur... (The Best Man)

## Accueil
Aux États-Unis, le pilote a attiré 10,52 millions de téléspectateurs. Diffusé deux jours à l'avance au Canada, celui-ci a attiré 1,374 millions.
Les audiences ont baissé sous la barre du 7 millions au deuxième épisode pour atteindre la barre du 4 millions au huitième épisode. Sur les neuf épisodes diffusés avant l'annulation, la série a attiré en moyenne 6,13 millions de téléspectateurs.